# Yhor Čekačkov
Yhor Čekačkov (* 1989, Charkov) je ukrajinský fotograf se sídlem v Charkově. Jeho první kniha nese název NA4JOPM8 (2021).

## Životopis
Čekačkov se narodil a vyrůstal v Charkově na severovýchodě Ukrajiny. Fotografovat začal v roce 2008, pracoval jako fotoreportér, pokrývající kulturní a sociální témata na Ukrajině.
Vytvářel různé osobní fotografické série. Denní životy jsou pozorováním toho, jak lidé interagují, když sdílejí malý společný prostor, jako je byt, pokoj nebo postel. Čekačkov působil jako nenápadný pozorovatel každodenního života přátel a milenců, kteří s ním buď bydleli, nebo si ho pozvali k sobě domů. Veterans, zobrazuje stárnoucí generaci mužů a žen na každoročním Dni vítězství nad nacismem v pochodu druhé světové války v Kyjevě, ve kterém se oslavuje vítězství a mír. Účastníci bojovali za SSSR, za Rusko a za Ukrajinu ve druhé světové válce. Obscure Land je série panoramat ukrajinské krajiny vytvořená z oken vlaků, digitálně vytvořená algoritmem ve fotoaparátu. Knížka NA4JOPM8 čerpá ze svého archivu fotografií, které byly obnoveny z poškozeného pevného disku, a používá některé obrázky, které byly změněny, fragmentovány a odbarveny. "Obrázky politických protestů, pomníků, intimních momentů fotografova osobního života a dalších úkolů se remixují, aby odhalily nečekané souvislosti." Čekačkov věří, že takové chyby odrážejí ukrajinskou realitu mnohem přesněji než „čistý“ obraz. Kniha je pojmenována podle disku, na kterém byly fotografie uloženy.
V roce 2017 Čekačkov založil vlastní školu umělecké fotografie Čekačkov Photo Academy, kde vyučuje. 

## Publikace
- NA4JOPM8. Charkov, Ukrajina: IST, 2021.ISBN 978-617-7948-09-3, esej: Oleksandr Myched. Náklad 750 výtisků.[9]

## Samostatné výstavy
- Dreams of Ukraine, Ukrajinské muzeum, New York, 2009[10]